# ليكس كروب
كانت ليكس كروب  وثيقة موقعة في القانون الاتحادي في 12 نوفمبر 1943 من قبل أدولف هتلر وجعلت شركة كروب شركة شخصية لها قواعد خلافة منظمة بشكل خاص، من أجل ضمان بقاء مؤسسة عائلة كروب سليمة.

## التاريخ
تم إنشاء هذا القانون الألماني المتخصص لعام 1943 من خلال الجهود المشتركة التي بذلها غوستاف كروب فون بوهلين أوند هالباخ. كروب إيه جي إيسن، مارتن بورمان، رئيس مستشارية الحزب النازي، والدكتور هانز لاميرز، وزير الدولة الألماني، وأدولف هتلر، من أجل إنشاء ولاية قانونية للحفاظ على مؤسسة عائلة كروب، بحيث نجل غوستاف وريثه، ألفريد فيليكس ألوين فون بوهلين أوند هالباخ، سيكون حتى الآن، عنوانه كروب فون بوهلين أوند هالباخ. تم توقيع هذا القانون من قبل أدولف هتلر في 12 نوفمبر 1943 وأصبح ساري المفعول على الفور، وبالتالي نقل الملكية من بيرثا كروب إلى أول وريث من بيرثا كروب وغوستاف كروب فون بوهلين أوند هالباخ.